# C4 Pedro
C4 Pedro, nom de scène de Pedro Henrique Lisboa Santos, est un musicien International angolais, auteur-compositeur-interprète, guitariste, pianiste, et producteur (Il a fondé la société de production BLS Prod / Blue Light Song), né le 7 juillet 1983 à la capitale Luanda (quartier nommé Sambizanga).

## Biographie
Il est le fils du musicien Lisboa Santos.
Son nom de scène C4 Pedro se rattache à la phrase "Cry for People" (Pleure pour le peuple) : Cry / For~Four (4) / People ~ Pedro (son prénom, Peter en anglais).
Il a vécu pendant dix ans en Belgique, où il a commencé sa carrière artistique aux côtés de son frère Lil Saint.
Il sort son premier disque “Lágrimas (Um Só Povo Uma Só Nação)” constitué de 20 chansons, avec la participation de son frère Lil Saint. L'album sort en 2007 en Belgique, en 2008 en France, et 2009 en Angola lorsqu'il retourne dans son pays d'origine.
Il est parfois crédité à Brothers Lisboa Santos (BLS), c'est-à-dire lui et son frère Lil Saint.
En 2011, C4 Pedro épouse la chanteuse Ary. Mais leur relation prend fin en 2013 et ils décident de divorcer.
En 2012, C4 Pedro sort son second disque de 11 titres intitulé “Calor e Frio”, qui rencontre un succès international.
C4 Pedro se produit à "La Nuit de la Kizomba" au Zénith de Paris (2013) et le 23 juillet 2013 au Colisée des Recreios, à Lisbonne, au Portugal, avec la participation des musiciens Big Nelo, Ary, Yuri da Cunha, Nelson Freitas, Calado Show et KB.
Avec le rappeur angolais Big Nelo il forme le duo "B4" (B pour Big Nelo et 4 pour C4 Pedro...) qui a sorti l'album Los Compadres en 2013, et réalisé plusieurs collaborations avec d'autres artistes.

Leur clip "É Melhor Não Duvidar" est enregistré à Miami (en Floride, aux États-Unis), avec la participation de l'actrice portugaise Rita Pereira.

Le duo se produit au Portugal les 17 mai 2014 aux Arènes du Campo Pequeno de Lisbonne et 18 mai au Colisée de Porto (avec comme invités le groupe Zona 5 et la chanteuse Pérola), puis et le 31 octobre 2014 au Colisée des Recreios à Lisbonne.
Il double la version portugaise du film d'animation Hôtel Transylvanie 2.
En 2015, il participe au collectif Team de Sonho sur le 2e album du collectif avec les titres "Vamos Ficar por Aqui" (en solo) et "Quem sera" (au sein du duo B4), ainsi qu'au concert de Team de Sonho à la MEO Arena au Portugal le 7 novembre 2015.
Le 7 octobre 2015, lors d'un événement médiatique à Luanda, en Angola, le directeur exécutif de l'ONUSIDA Michel Sidibé a nommé les deux chanteurs angolais C4 Pedro et Titica ambassadeurs itinérants nationaux pour participer à la sensibilisation sur les questions relatives à la prévention et au traitement du VIH en Angola, notamment chez les jeunes.

## Discographie solo

### Singles (hors albums)
- Brothers Lisboa Santos - Não Da Pra Negar (2014)
- Vamos Ficar por Aqui (sur l'album collectif Team de Sonho vol 2)
- Estragar feat  AGIR (2016)
- Tá pegar fogo (2016)
- Céu (Pikante Vol.6) (2016)
- Love again (ft. Sauti Sol) (2017)
- Nossas Coisas (2020)
- Right Right Right (2021)
- C4 Pedro & Ary - Homenagem II (reprise de Bané d'Oliver N'Goma (2021) (en 2013 ils avaient chanté ensemble Homenagem a Oliver N'Goma avec DJ Dias Rodrigues)
- C4 Pedro & Calabeto - Vocé Sabe (janvier 2022)
- Está Tudo Bem (février 2022)
- Cofres do Céu (juillet 2022)

### Participations
- Dj Jesus ft. C4 Pedro- Let's Fly (2011) (Afrobeat)
- Edmylson ft. C4 Pedro - Beija Me (2012)
- DaMagical ft. C4Pedro - Me tarraxa (2012
- Angelo Boss ft. C4 Pedro - Me Aceita (2012)
- Titica ft. C4 Pedro - Ta Bem Bom (2012)
- Nelly feat. C4 Pedro & Lil Saint - Mostra o Swagg (2012)
- Kaysha - Kotika ngai te (ft. C4 Pedro) (2013)
- The Lee ft Neide Sofia & C4 Pedro - Saudades (2013) (BLS Prod)
- DJ Dias Rodrigues ft. C4 Pedro & Ary - Homenagem a Oliver N'Goma (2013) (en 2021, C4 Pedro & Ary chantent ensemble à nouveau Homenagem II, reprise de Bané d'Oliver N'Goma.)
- Nelson Freitas - Bo Tem Mel (ft. C4 Pedro) (2014)
- Zona 5 f. C4 Pedro - Somos angolanos (2014)
- Nga ft. C4 Pedro - Nunca foi pelo money (2014)
- Afrikanas ft. C4 Pedro - Eu sou Topé (2015)
- Yuri da Cunha ft. C4 Pedro - De Alma na Paixão (2015)
- The Groove ft. C4 Pedro, Maya Zuda - Direita Esquerda (2015) (Afrohouse)
- David Carreira - Será Que Posso (feat. C4 Pedro) (2016) (reggaeton)
- Prodígio - Lagosta ft. C4 Pedro (2016)
- Loony Johnson ft. C4 Pedro - Lhes Fala Só (2016)
- Lito Play ft. C4 Pedro - Ta Me Cuiar (2016) (Tarraxinha)
- Adi Cudz ft.C4 Pedro - A2 (2016)
- Celso Notiço ft. C4 Pedro - Me Dá (2016)
- G Biscoito ft. C4 Pedro - Não Aperta Só (2017)
- Zara Williams ft. C4 Pedro - Posa (2021)
- Zara Williams ft. C4 Pedro - Na Boloko (2022)
- Bruna Amado ft. C4 Pedro - Agora Dança (2023)
- Soarito - O Lamento (feat. C4 Pedro) (2024)
- Altifridi & C4 Pedro – Vai dar Merda (2024)
- Young Double ft C4 Pedro - Cobertor para frio (2024)

## Discographie avec Big Nelo (avec qui il forme le duo B4)

### Single
- Quem Será (O Verdadeiro Amor) (2015)

### Participations
- Mona Nicastro ft. B4 - O Teu Toque (2014)
- RFM + D.A.M.A. ft. B4 - Natal do Embrulhado (2014)
- Chelsy Chantel ft. B4 - Aonde Qu'eu Falhei (2015)
- Mickael Carreira ft. B4 - Tudo O Que Tu Quiseres, chanson qui représentait en 2015 le Portugal au 14e North Vision Song Contest, concours de la chanson des membres de  l'Union européenne de radio-télévision, événement qui s'est tenu au Astana Arena[4].

## En tant que producteur
- Telma Lee (à ses débuts)
- Sutak - Não é Só (2016)
- Nadine Pereira - Eu Espero (2016)
- Bass - Escolhe só bem (2022)

## Classements dans les charts
- Portugal Singles Top 50 : Vamos Ficar Por Aqui (3e), Estragar (28e), African Beauty (40e), Tu és A Mulher (41e), Yuri Da Cunha ft. C4 Pedro - De Alma Na Paixão (50e), Perola ft. C4 Pedro - Fica Parado (50e)[5]

King Ckwa se classe en 4e position des ventes d'albums au Portugal.
- - B4 : É Melhor Não Duvidar (5e), Quem Será (o Verdadeiro Amor) (18e) [7]
- iTunes : King Ckwa se classe numéro 1 des ventes d'albums sur iTunes au Portugal[6].

## Récompenses
- Top Radio Luanda :
  - 2010 : Révélation de l'année.
  - 2011 : Meilleur interprète masculin. Ballade de l'année.
  - 2014 : Meilleur interprète masculin. Meilleur kizomba de l'année (Homenagem, duo avec Ary)
  - 2015 : Meilleur ghettozouk : Vamos Ficar Por Aqui[8]
- Angola Music Awards (AMA) : 
  - 2014 : nommé pour la meilleure kizomba et meilleure chanson de l'année avec Casamento[9].
  - 2016 : 9 nominations : meilleur album (‘King Ckwa’), meilleur artiste masculin, meilleur producteur, meilleur artiste internet, meilleure chanson (‘Vamos Ficar Por Aqui’), meilleure chanson kizomba (‘Tu És Mulher’), meilleur chanson afrohouse (‘African Beauty’), meilleure chanson afro-jazz (‘Amor De Pai’), meilleur clip (‘Spetxa One’)
- Kizomba Music Awards (KMA) 2016 : 5 nominations : meilleur album (‘King Ckwa’), meilleur artiste masculin, meilleur producteur, meilleure chanson (‘Vamos Ficar Por Aqui’), meilleur clip (‘Muita Arei’)
- Kora Awards  2016 : Nommé comme Meilleur Artiste d'Afrique Austale et Meilleur clip (‘Vamos Ficar Por Aqui’)[10]
- Prix de la Radio Nationale de Sao Tomé-et-Principe 2014 : Meilleur interprète étranger. Meilleur chanson internationale pour le duo B4 :  “É melhor não duvidar”
- MTV Africa Music Awards (MAMA) 2016 : Meilleur artiste Lusophone.